# Tera Gerharda de Marez-Oyens
Tera Gerharda de Marez-Oyens, née le 5 août 1932 à Velsen et morte le 29 août 1996 à Hilversum, est une violoniste et compositrice néerlandaise.

## Biographie
Tera Gerharda de Marez-Oyens étudie le piano, le violon, la composition et la direction d'orchestre au Conservatoire d'Amsterdam. Elle en sort diplômée en 1953. Elle suit les cours de musique électronique de Koenig à Utrecht en 1964 et 1965.
Elle travaille à l'Institut de sonologie d'Utrecht et est professeure.

## Œuvres
- Sonatine pour deux pianos (1961)
- Der Chinesche Spiegel, trois mélodies pour ténor et orchestre (1962)
- Deux Esquisses pour quintette à vent (1963)
- Deducties pour hautbois et clavecin (1964)
- Photophonie I pour bande magnétique (1969)
- Introduzione pour orchestre (1969)
- Communication pour chœur et danseurs (1970)
- Ryoanji Temple pour contralto, hautbois, violon, alto et violoncelle (1972)
- Transformation pour orchestre (1972)
- Octuor à vent (1972)
- Canzone per Sonar pour instrumentation variable (1972)
- Delta Ballet pour bande magnétique (1973)
- Mixed Feelings pour bande magnétique à quatre pistes et percussions (1973)
- Trois Modi pour 3 violons, violoncelle et quatuor de flûtes à bec (1973)
- From Death to Birth pour chœur (1974)
- Starmobile pour instrumentation variable (1974)
- Trio pour violoncelle, percussion et bande magnétique (1974)
- Human pour orchestre et bande magnétique (1975)
- Ode to Kelesh pour chœur et instruments (1975)
- Shoshadre, en deux parties, pour cordes (1976)
- Épisodes pour orchestre et ensemble variable (1976)
- Inter-Times pour hautbois, basson, piano et clavecin (1977)
- Mosaic pour hautbois, clarinette, cor, basson et piano (1979)
- Concerto pour cor et bande magnétique (1980)
- Polskie miasta «Villes polonaises », pour flûte, hautbois, violon, alto, violoncelle et piano (1981)
- Contrafactus pour deux violons, alto été violoncelle (1982)
- Trajectory pour quatre saxophones (1985)
- Concerto pour violoncelle pour violoncelle et bande magnétique (1986)
- Structures and Dance, concerto pour violon et orchestre (1987)

Des œuvres chorales, de la musique pour des émissions poétiques à la radio, des musiques de scène et diverses œuvres "verbosoniques".

### Dictionnaires et encyclopédies
- Theodore Baker et Alain Pâris (trad. Marie-Stella Pâris), Dictionnaire biographique des musiciens, R. Laffont, 1995 (ISBN 2-221-90103-7, 978-2-221-90103-8 et 2-221-06510-7, OCLC 896013421, lire en ligne)